# Puerto de Brunswick

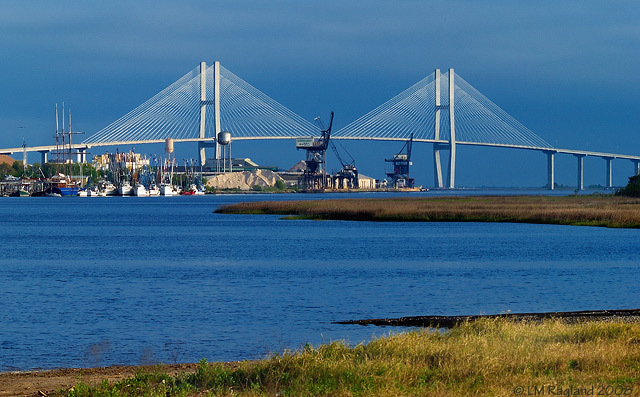
El puerto de Brunswick y el puente Sidney Lanier.

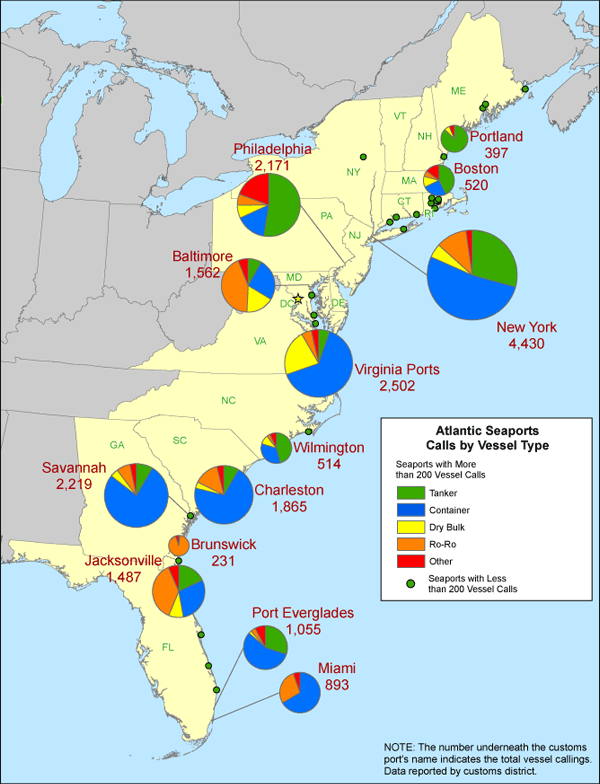
Escalas en puertos de la Costa Este por tipo de embarcación.

El puerto de Brunswick es un puerto marítimo del Océano Atlántico en Brunswick (Georgia), Estados Unidos, en la esquina sureste del estado. Es uno de los cuatro puertos operados por la Autoridad Portuaria de Georgia (GPA por sus siglas en inglés).
El puerto de Brunswick es uno de los puertos más productivos del país en la costa atlántica. La industria camaronera sigue siendo importante económicamente; la ciudad alguna vez fue llamada The Shrimp Capital of the World («la capital mundial del camarón») debido a la abundancia de camarones silvestres (también conocidos como camarones blancos de Georgia) pescados en sus estrechos locales y a lo largo de las playas locales y los bancos de arena.
Los productos importados incluyen pulpa de madera, productos de papel, trigo, soja y maquinaria pesada. Brunswick es el principal puerto estadounidense de importación de automóviles para los fabricantes Jaguar, Land Rover, Porsche, Mitsubishi y Volvo.
Ford, GM y Mercedes exportan vehículos a través del Puerto de Brunswick. Otras exportaciones incluyen productos agrícolas como malta de cebada, maíz y avena; otros cargamentos a granel incluyen cemento, yeso, caliza, perlita, sal común y arena.

## Historia
En 1789, el presidente George Washington proclamó a Brunswick como uno de los cinco puertos de entrada originales para las Trece Colonias.
Durante la Guerra de Secesión, la ciudad prosperó.
En la Segunda Guerra Mundial, se construyeron 99 barcos clase Liberty para la Marina Mercante.
Durante los años de guerra, se inició la tradicional Bendición de la Flota en Brunswick.

## Instalaciones
El puerto de Brunswick incluye tres terminales de aguas profundas propiedad de GPA, dos de las cuales son operadas directamente por GPA.
- Colonel's Island Terminal: propiedad de la GPA y operada por ella, la instalación cuenta con tres atracaderos y tres procesadores automáticos en la terminal. La instalación de más de 1700 acres (7 km²) cuenta con 3355 pies (1023 m) de atraque continuo y más de 637 acres (3 km²) de almacenamiento abierto pavimentado. La instalación también maneja carga fraccionada y carga de proyectos.[1]
- Mayor's Point Terminal se especializa en carga fraccionada y carga de proyectos, en particular en el manejo de productos forestales. La instalación de 22 acres (0,1 km²) posee 1200 pies (366 m) de atraque en aguas profundas, aproximadamente 355 000 pies cuadrados (33 000 m2) de almacenamiento cubierto y 7,9 acres (32 100 m2) de almacenamiento abierto y versátil.[2]
- East River Terminal y Lanier Dock, operados por Logistec USA, se especializan en el manejo de carga fraccionada y a granel. La instalación de 66 acres (0,3 km²) presenta 1600 pies (488 m) de atraque en aguas profundas, aproximadamente 688 000 pies cuadrados (64 000 m2) de almacenamiento cubierto y 15 acres (61 000 m2) de almacenamiento abierto y versátil.[3]